# Emo-euro-emo
Emo-euro-emo è il nono album in studio del duo musicale italiano Krisma, pubblicato nel 2008.

## Tracce
1. Blind Kiss – 3:31
2. Emo-Emo – 3:27
3. Deep Peer – 2:15
4. Touch Ash – 2:10
5. Fleurs – 6:23
6. Moral Ruines – 6:45
7. Noble Tears – 5:43
8. Metropolis – 5:00

Durata totale: 35:14

## Formazione
- Christina Moser
- Maurizio Arcieri